# Gostilje
Gostilje (izvirno srbsko Гостиље) je naselje v Srbiji, ki upravno spada pod Občino Čajetina; slednja pa je del Zlatiborskega upravnega okraja.

## Demografija
V naselju živi 299 polnoletnih prebivalcev, pri čemer je njihova povprečna starost 52,6 let (50,1 pri moških in 54,7 pri ženskah). Naselje ima 140 gospodinjstev, pri čemer je povprečno število članov na gospodinjstvo 2,46.
To naselje je, glede na rezultate popisa iz leta 2002, večinoma srbsko, a v času zadnjih treh popisov je opazno zmanjšanje števila prebivalcev.
|  |

| Demografija | Demografija     | Demografija     |
| Leto        | Št. prebivalcev | Št. prebivalcev |
| ----------- | --------------- | --------------- |
|             |                 |                 |
|             |                 |                 |
|             |                 |                 |
|             |                 |                 |
| 1948        | 1286            |                 |
| 1953        | 1294            |                 |
| 1961        | 1140            |                 |
| 1971        | 837             |                 |
| 1981        | 627             |                 |
| 1991        | 480             | 478             |
| 2002        | 347             | 344             |
|             |                 |                 |

| Etnična sestava po popisu iz leta 2002 | Etnična sestava po popisu iz leta 2002 | Etnična sestava po popisu iz leta 2002 | Etnična sestava po popisu iz leta 2002 | Etnična sestava po popisu iz leta 2002 |
| -------------------------------------- | -------------------------------------- | -------------------------------------- | -------------------------------------- | -------------------------------------- |
| Srbi                                   | Srbi                                   |                                        | 343                                    | 99,70%                                 |
| Črnogorci                              | Črnogorci                              |                                        | 1                                      | 0,29%                                  |
| Neznano                                | Neznano                                |                                        | 0                                      | 0,0%                                   |